# Iso-Telkko (ö, lat 62,91, long 27,75)
Iso-Telkko är en ö i Finland. Den ligger i sjön Kallavesi och i kommunen Kuopio i den ekonomiska regionen  Kuopio ekonomiska region  och landskapet Norra Savolax, i den centrala delen av landet, 300 km nordost om huvudstaden Helsingfors. Öns area är 30,4 hektar och dess största längd är 0,9 kilometer i sydöst-nordvästlig riktning.